# پس تپه
پس تپه مربوط به هزاره اول قبل از میلاد است و در شهرستان بجنورد، بین قلعه محمدی و چشمه محمد بیک واقع شده و این اثر در تاریخ ۳ بهمن ۱۳۵۶ با شمارهٔ ثبت ۱۵۲۹ به‌عنوان یکی از آثار ملی ایران به ثبت رسیده است.